# Michael Sheetz
Michael Patrick Sheetz é um biologista celular da Universidade Columbia, pioneiro da Biomecânica.

## Condecorações
- 2012 Prêmio Wiley de Ciências Biomédicas[1]
- 2012 Prêmio Albert Lasker de Pesquisa Médica Básica[2]
- 2013 Prêmio Massry
- 2014 Keith R. Porter Lecture da American Society for Cell Biology[3]